# قره‌کول (استان جامبیل)
قره‌کول (به قزاقی: Қаракөл، قاراكول}} یک دریاچه در قزاقستان است که در شهرستان معین‌قوم واقع شده‌است.